# Am Sterbebett
Am Sterbebett, auch Am Totenbett (norwegisch Ved dødssengen) sowie Fieber (norwegisch Feber), ist ein Bildmotiv des norwegischen Malers Edvard Munch, das er ab 1893 in diversen Skizzen und Studien sowie einem Pastell ausführte. Die Hauptversion ist ein Ölgemälde aus dem Jahr 1895, das in der Sammlung Rasmus Meyer im Kunstmuseum Bergen ausgestellt wird und zu Munchs Lebensfries gehört. Im Jahr 1896 setzte Munch das Motiv als Lithografie um. 1915 kehrte er noch einmal mit zwei Ölgemälden unter dem Titel Todeskampf (norwegisch Dødskamp) zu dem Motiv zurück. In den Bildern verarbeitete Munch den Tod seiner älteren Schwester Sophie (1862–1877) und eine eigene schwere Erkrankung in seiner Jugend. Die abgebildeten Personen lassen sich Mitgliedern der Familie Munch zuordnen.

## Bildbeschreibung
Auf der linken Seite des Bildes befindet sich eine liegende Person im Bett. Man erkennt lediglich ihren Hinterkopf und die über der Bettdecke gefalteten Hände. Auf der rechten Seite des Bildes stehen fünf Personen, deren Silhouetten miteinander verschmelzen. Sie stehen am Bett, beugen sich über die Kranke. Ein alter Mann mit Bart und Glatze hat die Hände zu einem flehentlichen Gebet erhoben. Eine Frau im Vordergrund wendet sich ab, während ihre Hand den Bettpfosten umklammert hält. Ihr blasses, nachdenkliches Gesicht scheint den bevorstehenden Tod zu erahnen. Auch die anderen Gesichter sind zu Masken reduziert, die Augen zu schwarzen Punkten oder Strichen verkürzt.
In der Farbgebung lebt das Bild von einem starken Kontrast zwischen dem Rot des Fiebers und dem fahlen Grün der Krankheit. Die Familie ist wie in Trauer vollständig in Schwarz gekleidet und wird durch Schatten zu einer fast einheitlich schwarzen Fläche vereint. Ihre Gesichter sind abwechselnd in fahlem, angstvollem Weiß und aufgewühltem Rot, was ihre emotionale Anspannung gegenüber der bevorstehenden Begegnung mit dem Tod zum Ausdruck bringt. Neben den Gesichtern heben sich nur die Hände aus der schwarzen Farbzone ab. In dieser drängt sich für Ulrich Bischoff „der dunkle Schatten des Todes […] an das Bett der Kranken heran.“
Die stark verkürzte Perspektive führt das Auge des Betrachters über das Bett hinweg auf die Leere der kahlen Rückwand des Krankenzimmers. Sie macht ihn laut Ulrich Bischoff „zum unmittelbaren Zeugen, ja Besucher des Krankenzimmers“. Arne Eggum geht sogar noch weiter und sieht den Betrachter mit der Sterbenden identifiziert, deren Blickwinkel er einnimmt, ohne sie selbst zu sehen. Dadurch werde er gezwungen, an ihrem Todeskampf teilzunehmen.

## Hintergrund
Edvard Munch machte von frühester Jugend an Erfahrungen mit Krankheit und Tod. Im Alter von 33 Jahren starb 1868 Munchs Mutter an Tuberkulose, als er gerade fünf Jahre alt war. 1877 starb seine ältere Schwester Sophie mit 15 Jahren an derselben Krankheit. Zwölf Jahre später starb sein Vater. Munch war als Kind schwächlich und häufig krank, seine Kinder- und Jugendzeit wurde von einer beständigen Todesangst überschattet. Er äußerte sich später: „In meinem Elternhaus hausten Krankheit und Tod. Ich habe wohl nie das Unglück von dort überwunden. Es ist auch für meine Kunst bestimmend gewesen.“ Munchs früheste künstlerische Verarbeitung des Todes seiner Schwester Sophie und seiner eigenen Todesangst war das Motiv Das kranke Kind, mit dem er 1885/86 ein Jahr lang bis zu seiner Fertigstellung rang und das er in regelmäßige Abständen neu malte. Ungefähr zur gleichen Zeit, als er am Sterbebett arbeitete, entstand 1893 auch Der Tod im Krankenzimmer, in dem Munch das Sterben der Schwester im Kreis der Familie darstellte. Beide Bilder gehören, wie auch die thematisch ähnlichen Leichengeruch und Das Kind und der Tod, zu Munchs Lebensfries.

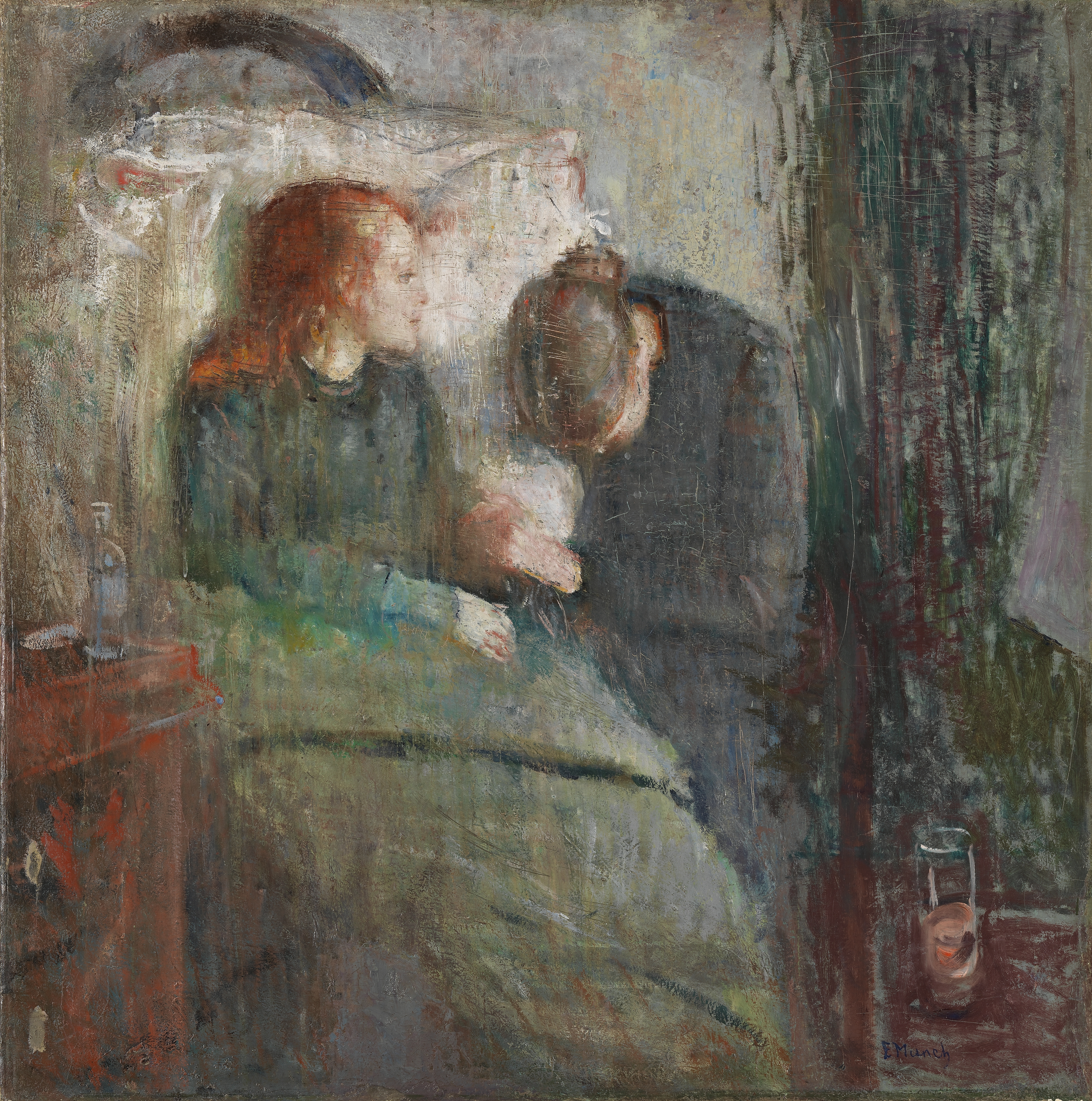
Das kranke Kind (1885/86), Norwegische Nationalgalerie
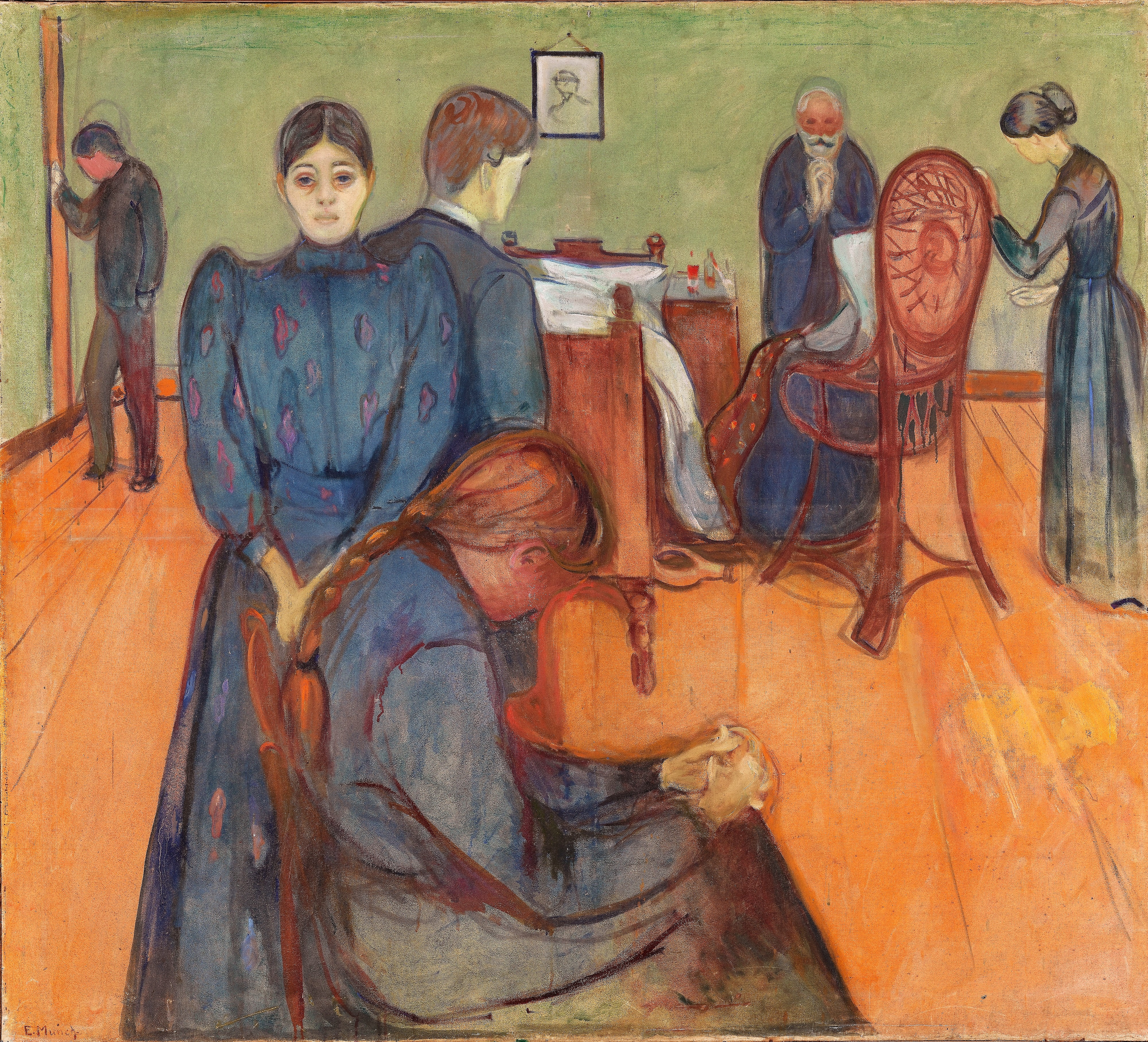
Der Tod im Krankenzimmer (1893), Norwegische Nationalgalerie
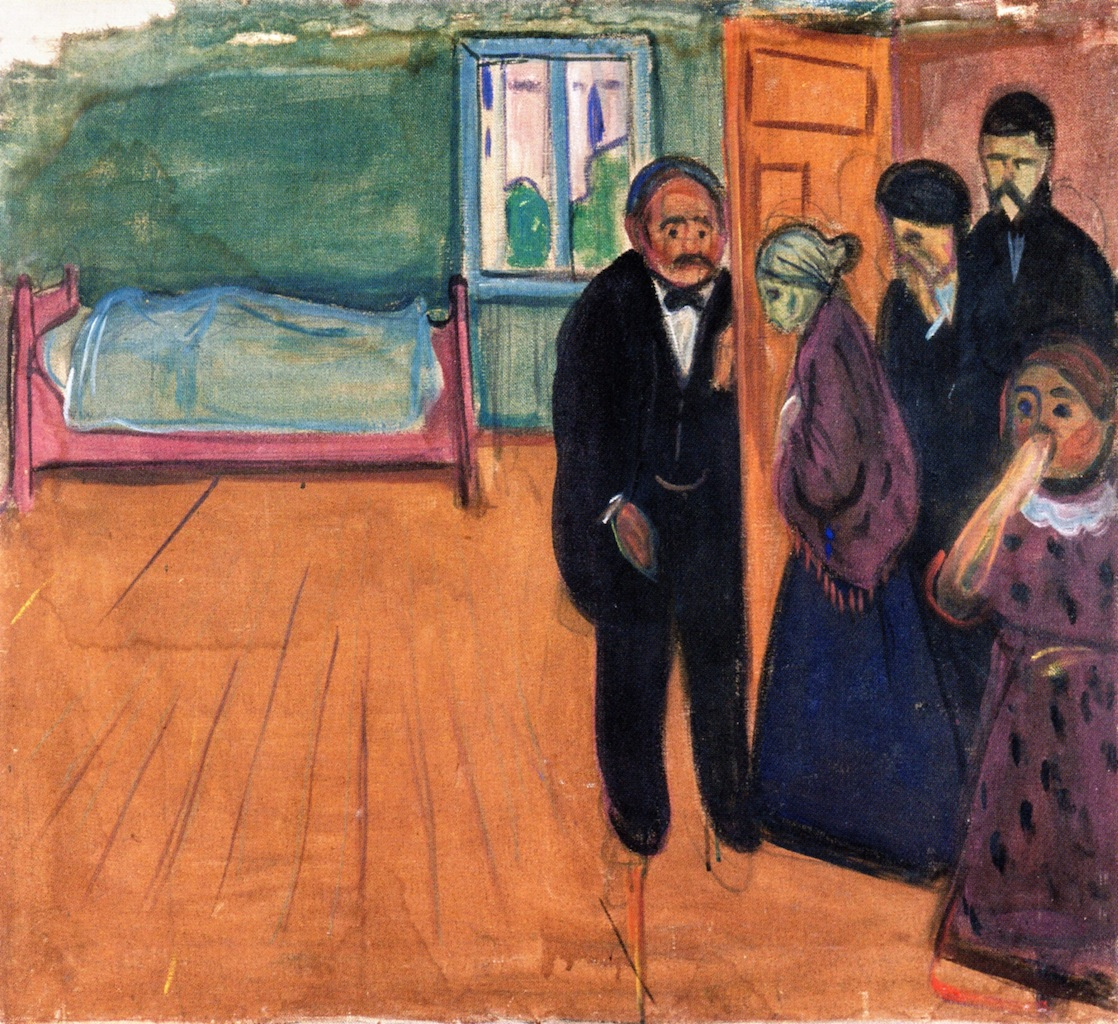
Leichengeruch (1895), Munch-Museum Oslo
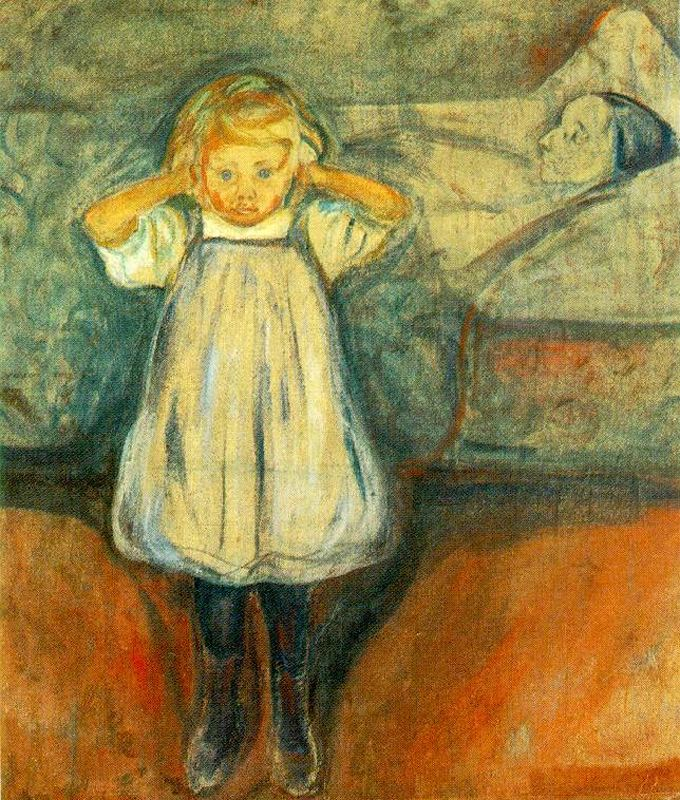
Das Kind und der Tod (1899), Kunsthalle Bremen

Todes- und Krankenbilder waren in der Kunst des 19. Jahrhunderts von wachsender Bedeutung. Im gleichen Maße, wie sich die Familie zu einer tragenden Säule der bürgerlichen Gesellschaft entwickelte, wurde es zur Aufgabe der Kunst, die wichtigen Ereignisse innerhalb der Familie abzubilden. Allerdings hatten die Werke laut Arne Eggum vor allem den Zweck privatisierter Andachtsbilder, tabu war hingegen die Abbildung von Todesangst und Todeskampf. Gerade diese „Angst bis zum Tode“ beschrieb Søren Kierkegaard als Munchs großes Thema. Seine Bilder stellten Qual, Leid und Verzweiflung in einer bis dahin nicht gekannten Offenheit zur Schau, wobei sie sich durch das eigene Erleben und die eigene Erinnerung speisten. Der Maler beschrieb: „Ich malte aus dem Gedächtnis, ohne etwas hinzuzufügen, ohne die Details, die ich nicht mehr vor Augen hatte. Daher die Einfachheit der Gemälde – die offenkundige Leere.“
Wie schon Der Tod im Krankenzimmer zeigt auch Am Sterbebett die Sterbende kaum, während sich die anderen Figuren der Familie Munch zuordnen lassen. Allerdings hat sich dieses Mal, laut Arne Eggum und Ingebjørg Ydstie, der Maler selbst ausgespart. Der Vater Christian Munch sticht mit Bart und Glatze hervor. Dahinter stehen drei Geschwister des Malers. Die Frau im Vordergrund identifiziert Ydstie als Munchs Mutter, die tatsächlich bereits vor Sophie gestorben war. Damit würde Munch abermals in einem Bildmotiv Personen aus verschiedenen Zeitebenen zusammenführen. Auf der Lithografie ist die Frauenfigur hingegen als Munchs Tante Karen Bjølstad zu erkennen, die nach dem Tod ihrer Schwester in der Familie die Mutterrolle übernommen hat.

## Bildgeschichte
Den konkreten Anlass des Motivs Am Sterbebett macht Mille Stein in einer schweren Krankheit des Malers in seiner Jugend aus, zu der er am 5. Februar 1890 im Rückblick notierte: „Und er [sein Vater] faltete seine Hände über dem Bett und betete… und um das Bett herum all die anderen, einige rot im Gesicht vom Weinen, andere weiß –“. Die erste Version des Bildes, gemalt als Pastell und heute im Besitz des Munch-Museums Oslo, ist für sie eine Visualisierung dieses Tagebucheintrags. So macht sie in dieser Fassung auch Munch selbst als dem im Bett liegenden Kranken aus, während seine Fieberphantasien geisterhafte Fratzen und ein Totenskelett an die Wände projizieren.
Die Entwicklung des Bildes lässt sich über diverse Skizzen verfolgen. In zwei frühen Skizzen ist der Blickwinkel umgekehrt. Der Betrachter sieht in einer Komposition, die an Das kranke Kind erinnert, frontal auf den auf Kissen gebetteten Munch, der von seiner Familie umgeben ist. Der Vater ist auch hier ins Gebet versunken, während sich eine Mädchengestalt auf das Bett wirft, die sich als Munchs Schwester Sophie identifizieren lässt. Diesen Bildaufbau verfolgte Munch allerdings weder als Gemälde noch als Grafik weiter.
In der Ölfassung von Am Totenbett aus dem Jahr 1895, die sich heute in der Sammlung Rasmus Meyer des Kunstmuseums Bergen befindet, übernahm Munch weitgehend die Komposition des Pastells, allerdings sind die Fratzen des Fiebertraums und das Skelett nun verschwunden. Munch arbeitete mit stark verdünnter Farbe auf nur sparsam grundierter Leinwand, was zu deckenden, aber trüben Farben führte. Gesichter und Bettlaken arbeitete er später mit dichten Schichten weißer Farbe nach. Anschließend malte er die Konturen von Gesicht, Händen und dem Körper unter dem Bettlaken. Mit Malstiften und -kreiden nahm er abschließende Korrekturen vor, insbesondere auf dem Laken und beim Gesicht der Frau im Vordergrund.
Als Munch 1896 die Lithografie zum Motiv schnitt, griff er wieder auf die Masken über dem Bett zurück, die beim Olgemälde entfallen waren. Anhand des Grades der Nachbearbeitung durch Stift und Tusche nahm Gerd Woll vier unterschiedliche Klassifizierungen der Drucke vor. Das Munch-Museum beherbergt insgesamt 21 Drucke des Motivs. Im deutschsprachigen Raum werden Drucke in Chemnitz, Dresden, Essen, Hamburg, Hannover, Lübeck und Wien gezeigt.

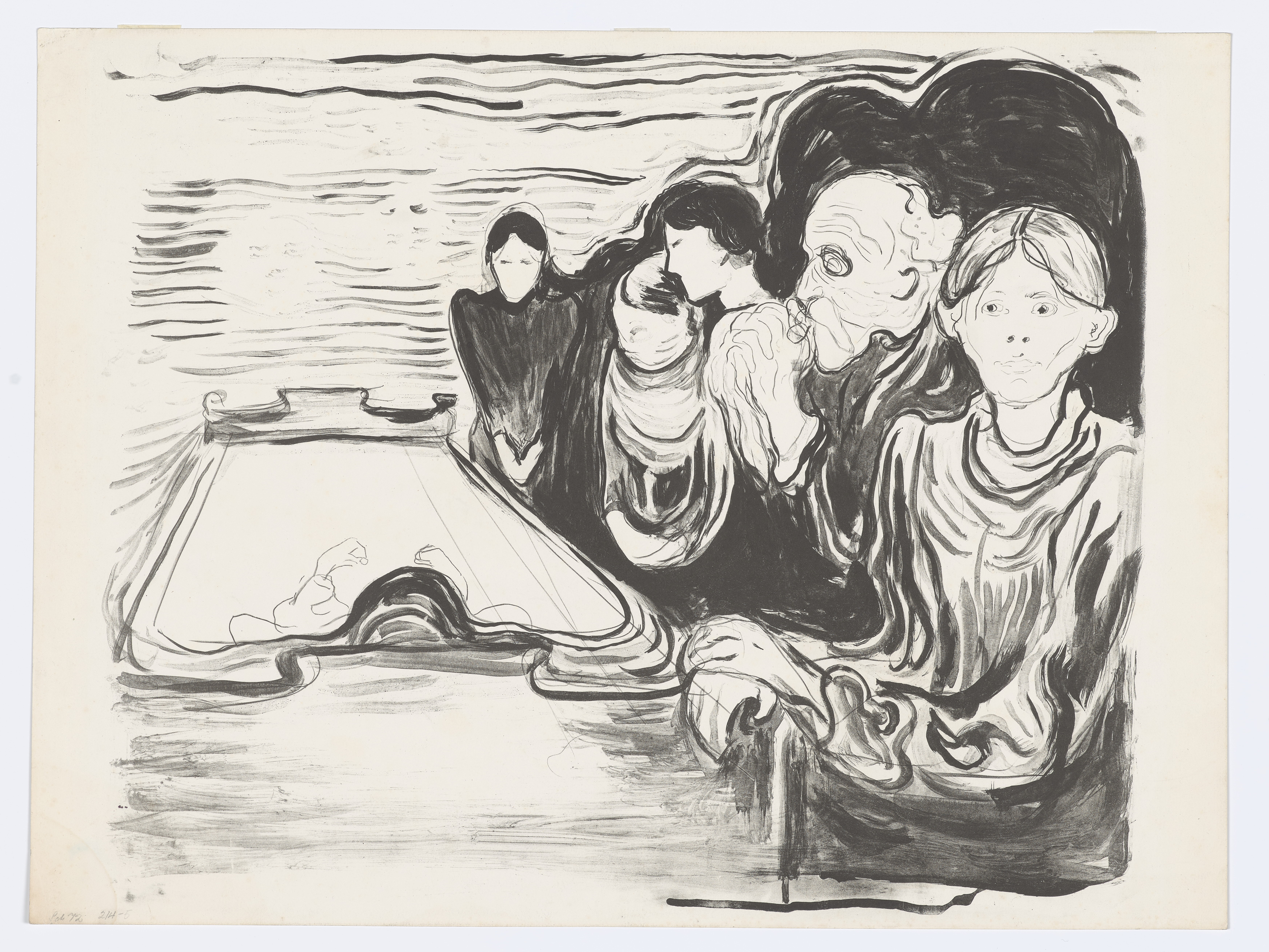
Am Sterbebett (1896), Lithografie, 41,2 × 50,0 cm, Munch-Museum Oslo
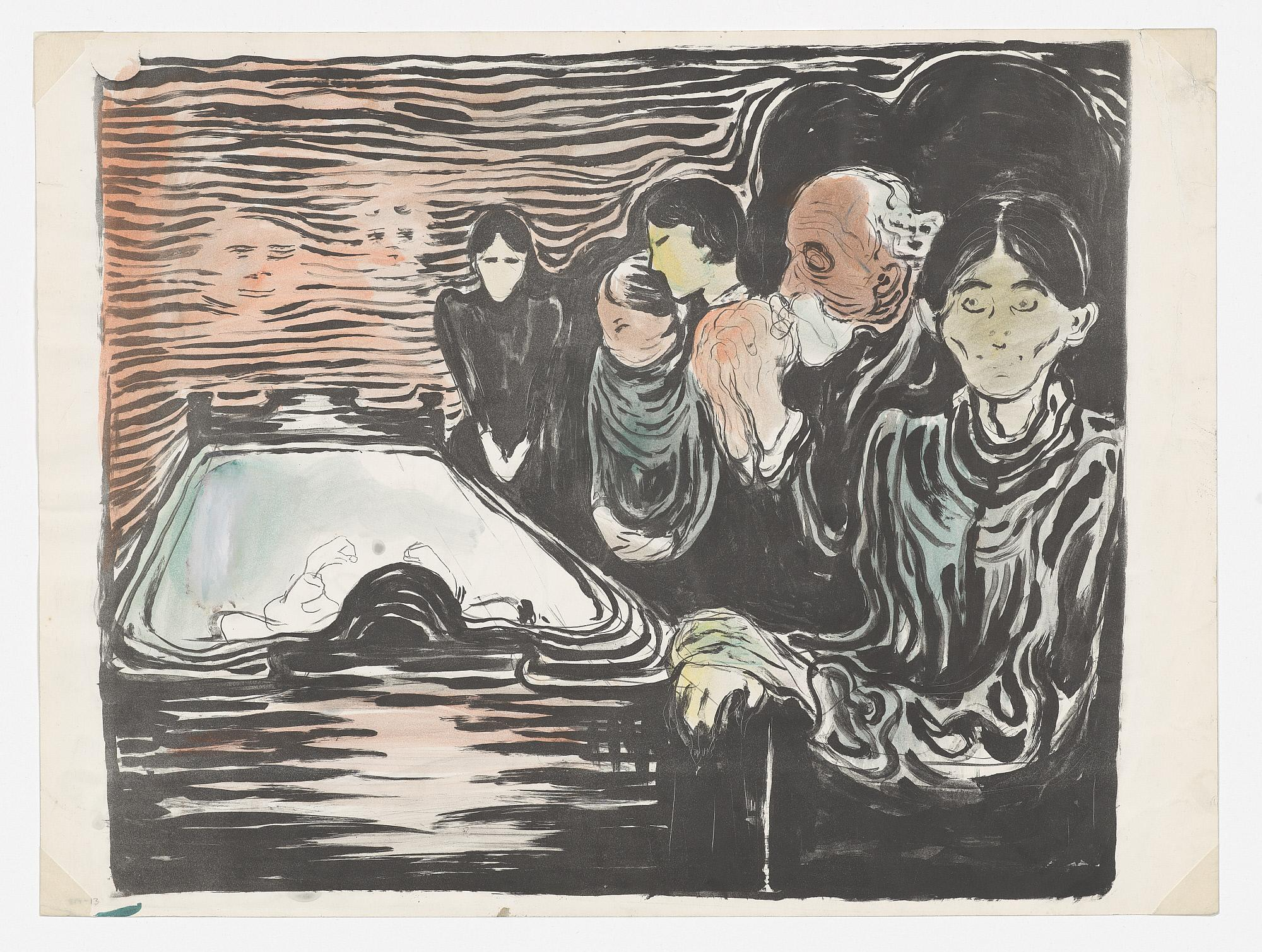
Am Sterbebett (1896), Lithografie, 41,8 × 51,0 cm, Munch-Museum Oslo
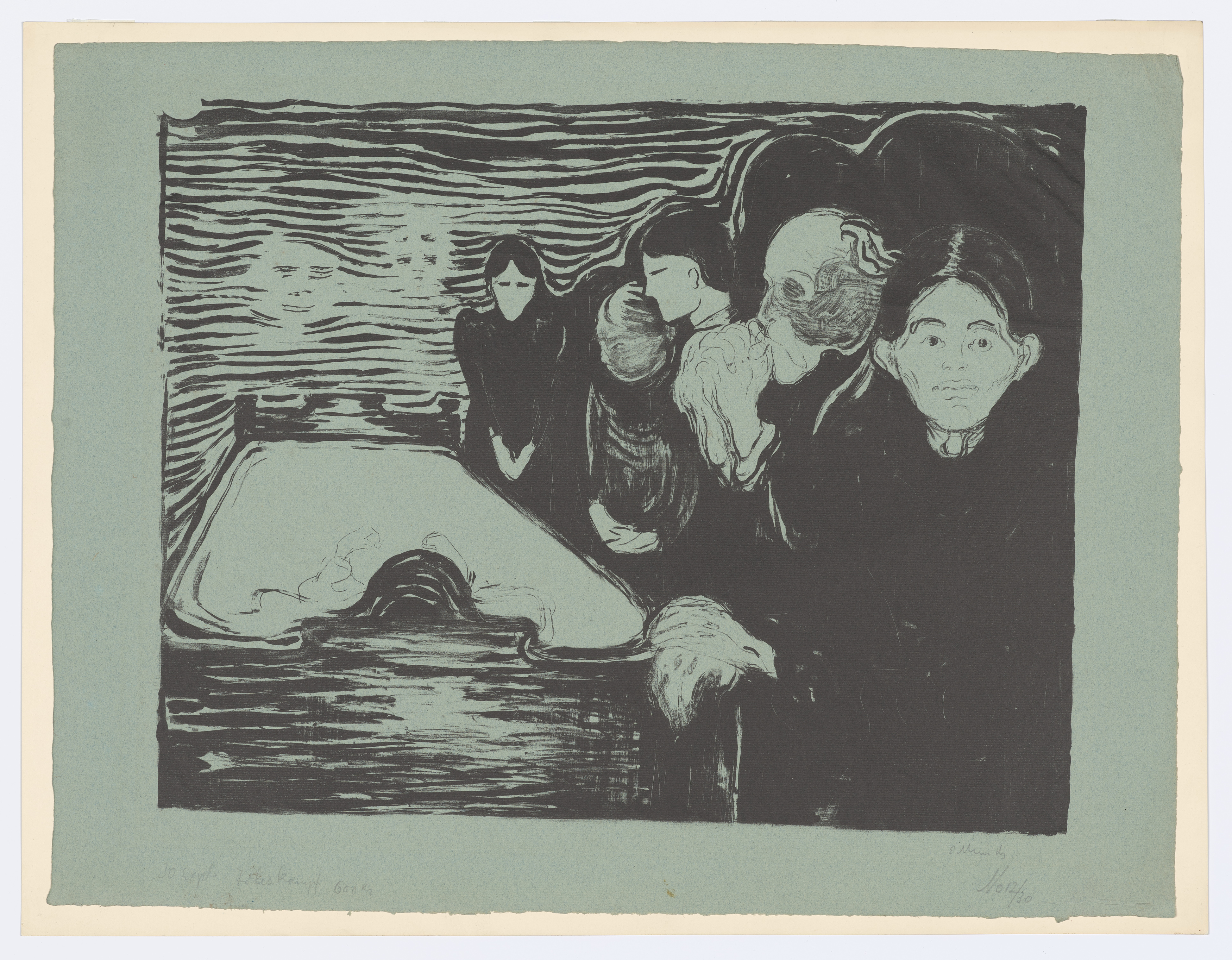
Am Sterbebett (1896), Lithografie, 39,0 × 50,1 cm, Munch-Museum Oslo

Im Jahr 1915 griff Munch das Motiv noch einmal für zwei Ölgemälde auf, die den geänderten Titel Todeskampf tragen. Das vermutlich zuerst entstandene wird im Statens Museum for Kunst in Kopenhagen gezeigt, die zweite, noch großformatigere Ausführung im Munch-Museum. Der Malstil ist in den zwanzig Jahren seit dem frühen Ölgemälde ein ganz anderer geworden. Die Farben sind nun heller, durchscheinender, leuchtender. Der weiße Tisch im Vordergrund gibt dem Krankenzimmer mehr räumliche Tiefe. Die durchscheinende Textur der Leinwand auf den Gesichtern wirkt, als zitterten die Figuren vor Furcht. Aus den Masken des Fiebertraums im Pastell sind gelbe und rote Markierungen auf der Tapete geworden, die dem ganzen Raum eine unregelmäßige, schwankende Wirkung geben. Wo im ersten Bild düstere Starre herrschte, gibt es nun den Eindruck von Bewegung. Mille Stein führt die unterschiedlichen Malweisen auf einen allgemeinen Paradigmenwechsel in der Kunst des 20. Jahrhunderts zurück: der Modernismus hat den Expressionismus verdrängt.